# 罗伊斯顿·德伦特
罗伊斯顿·德伦特（荷蘭語：Royston Drenthe，1987年4月8日—），蘇里南裔荷蘭職業足球运动員，司職左翼及左閘，曾效力荷甲飛燕諾、西甲皇家馬德里及俄超球隊阿拉尼亞。於皇家馬德里期間曾租借至英超愛華頓。2013至2015年曾效力英冠雷丁。

## 生平

### 球會

#### 飛燕諾
德倫特出身於荷蘭班霸球會之一的飛燕諾。早於2005/06年球季他已經升上一隊。在翌季德倫特已經成為了正選，全季共上陣了26場聯賽。這季他入選荷蘭U21國家足球隊，參加了2007年U-21歐洲國家杯。當屆荷蘭贏得冠軍，德倫特是队伍中的重要球员之一。
由於德倫特能司職左翼及左閘，當時他已受到其他大球會的斟介，如英超大俱乐部車路士和西甲豪门皇家馬德里。雖然德倫特跟球會續約至2011年，但最後於2007年加盟皇家馬德里，轉會費為1,400萬歐元。

#### 皇家馬德里
加盟首季德倫特一度穩佔正選。但及後開始被棄用，尤其是自新任會長佩雷斯上台後，因矢意要重新打造銀河戰艦陣容，德倫特成為被清洗的對象之一。2010年8月，皇马宣布将德伦特租借给西甲升班马海格力斯，他跟法国射手查斯古特在球队中并肩作战。初期表現出色，但於遏冬期後延遲返回球會報到後逐漸被冷落，而球會最終亦難逃降班命運。
2011年8月31日德倫特獲外借到英超球會愛華頓直到球季結束。但因紀律原因，2012年4月15日，被愛華頓提早放棄租借。

#### 阿拉尼亞
2012年與皇馬合約屆滿，德倫特有半年時間未能找到球會。至2013年2月2日，德倫特以自由身加盟俄超阿拉尼亞，簽約效力至2016年夏季。德倫特及後向傳媒透露，自2012年6月尾離開皇家馬德里後一直未有落班，直至加盟俄超阿拉尼亞前，曾考慮提早結束球員生涯。

#### 雷丁
2013年6月21日，剛從英超降落英冠的雷丁從俄超阿拉尼亞簽入德倫特，轉會費金額沒有透露，合約為期兩年，另球會有選擇權延長多一年。但在雷丁，德倫特未能站穩位置，季末甚而與球會鬧翻。結果球季一結束，被雷丁解約。

#### 錫周三
2014年9月1日獲外借到錫周三，為期半年。其間為錫周三上陣15場，入一球。

#### 艾斯耶斯
2015年1月租借期滿，返回雷丁，同時加盟土耳其球會艾斯耶斯。

### 國家隊
2006/07年賽季結束後，德倫特入選荷蘭U-21參與於荷蘭舉辦的2007年歐洲U-21足球錦標賽，他出色的表現協助球隊赢得冠軍，個人也赢得賽事的最佳球員獎。於2008年也入選奧運隊參與2008年北京奧運會。

### 家人
他有一位弟弟基奧雲尼德倫特，也是一個足球員司職前鋒，現在效力蘇里南國家足球隊。

## 榮譽
皇家馬德里
- 西甲聯賽冠軍：2007/08年
- 西班牙超級盃冠軍：2008年

國家隊
- 歐洲U-21足球錦標賽冠軍：2007年

個人
- 歐洲U-21足球錦標賽最佳球員：2007年

## 外部連結
- 足球数据库：罗伊斯顿·德伦特的球员统计数据
- Bio and news of Royston Drenthé （页面存档备份，存于）
- Royston Drenthe videos, stats and timeline in footballdatabase.com （页面存档备份，存于）
- 德倫特球迷網站
- 皇家馬德里官方 迪倫菲檔案